# Gösta Nordin
Gösta Nordin – szwedzki skoczek narciarski, uczestnik Mistrzostw Świata w Narciarstwie Klasycznym 1962 w Zakopanem.
W sezonie 1960/1961 wystartował w Turnieju Czterech Skoczni. Najwyższe miejsce zajął 6 stycznia w Innsbrucku, gdzie był 25. W lutym 1962 uczestniczył w mistrzostwach świata w narciarstwie klasycznym. W konkursie skoków na skoczni K-60 zajął 46. miejsce, a na skoczni K-90 był 28.

## Osiągnięcia

### Mistrzostwa świata
| Mistrzostwa    | Data           | Skocznia | Konkurs | Skok 1    | Skok 1 | Skok 2    | Skok 2 | Skok 3    | Skok 3 | Nota łączna | Miejsce | Strata | Zwycięzca        | Źródło |
| Mistrzostwa    | Data           | Skocznia | Konkurs | Odległość | Nota   | Odległość | Nota   | Odległość | Nota   | Nota łączna | Miejsce | Strata | Zwycięzca        | Źródło |
| -------------- | -------------- | -------- | ------- | --------- | ------ | --------- | ------ | --------- | ------ | ----------- | ------- | ------ | ---------------- | ------ |
| 1962, Zakopane | 21 lutego 1962 | normalna | ind.    | 59,0      | 90,7   | 62,0      | 94,9   | 60,0      | 86,5   | 185,6       | 46.     | 38,0   | Toralf Engan     | [ 2 ]  |
| 1962, Zakopane | 25 lutego 1962 | duża     | ind.    | 87,5      | 97,4   | 91,5      | 101,9  | 89,5      | 98,4   | 200,3       | 28.     | 41,1   | Helmut Recknagel | [ 3 ]  |